# Barlewice
Barlewice – (dawniej: niem. Barlewitz) wieś w Polsce położona w województwie pomorskim, w powiecie sztumskim, w gminie Sztum. 
Znajduje się tam niski secesyjny dwór z początku XX wieku, w którym mieści się teraz gospodarstwo agroturystyczne.
W latach 1975–1998 miejscowość administracyjnie należała do województwa elbląskiego.
W latach 1938–1945 niemieckie władze nazistowskie zmieniły nazwę wsi na Wargels.